# Никица Калођера
Никица Калођера (Београд, 19. мај 1930 — Загреб, 27. јануар 2006) био је југословенски и хрватски композитор забавне и филмске музике. Цели живот посветио је музици, па се бавио и дириговањем, аранжманима и продукцијом. Брат је, једнако познатог композитора, Стипице Калођере и добитник бројних домаћих и иностраних награда.

## Каријера
Завршио је музичку академију, а успешно је и докторирао на Медицинском факултету у Загребу. Љубав према музици, од малих ногу, била је већа па је каријеру доктора ставио по страни и посветио се музици. Био је ожењен певачицом Љупком Димитровском, а из тог брака имају ћерку Нику која је успешна докторица.
1952. година је била преломна за његову даљу каријеру јер је почео радити као пијаниста у ансамблу забавне музике на РТВ Загреб, те снимио прву плочу са Ивом Робићем за загребачки Југотон. 1954. године постаје диригент, аранжер и продуцент, те директор Плесног оркестра РТВ Загреб. Наступао је на свим фестивалима бивше Југославије, а највише успеха имао је на сплитском фестивалу.
Његова песма Нима Сплита до Сплита и данас је незванична химна града, и веома често се изводи. Његове композиције су највише заживјеле у извођењу Терезе Кесовије, Љупке Димитровске, Ивице Шерфезија и Дубровачких трубадура. Оставио је неизбрисив траг у историји југословенске и хрватске музике.
На Сплитском фестивалу 1995. године, добио је награду за животно дело, а 2001. године, такође, добио је награду Порин за животно дело.
Преминуо је 27. јануара 2006. године у Загребу.

## Филмска музика
Писао је и музику за филмове: Човик од свита (1965.), Голи човјек (1968), Пут у рај (1970), Лов на јелене (1972) и Капетан Микула мали (1974).

## Стваралаштво
- Аница Зубовић: Машкаре
- Тереза Кесовија: Ноно, мој добри ноно, Нима Сплита до Сплита, Зар има нешто љепше на том свијету, Музика и ти, Свирај ми, свирај, Сутра је нови дан
- Мики Јевремовић: Мјесече, ти стари друже мој, Једина моја, Изабери облак, Лудо море
- Љупка Димитровска: Ћибу - чиба, Обећање, Љутит' ће се моја мајка, Ћао, Остаје нам музика, Твоја барка мала, Играмо се, Нисам се кајала, Кад' чујем ту хармонику
- Ивица Шерфези: Пијан од твоје љубави, Љубљански звон, Сватко љуби како зна, Елада
- Неда Украден: Што си, нано, удала ме рано
- Драган Мијалковски: Наша последња ноћ, У малом граду крај Дунава
- Миша Марковић: Више нема
- Група 777: Пробуди се, драгане
- Боба Стефановић: Свако мора имат' неког